# Beyond These Shores
Beyond These Shores — третий студийный альбом прогрессивной кельтской рок-группы Iona, вышедший в 1993 году.

## Об альбоме
Beyond These Shores записан в 1993 году. Запись проходила в Манчестере. Тексты песен основываются на легенде о путешествии Святого Брендана. По легенде, Брендан с группой монахов совершил в VI веке путешествие из Ирландии к «Земле обетованной» на кожаных и деревянных лодках.
Альбом записывался в студиях:
- The Cutting Rooms, Манчестер. Звукорежиссёр Найгел Палмер
- Moles Studio, Бат
- St. Anne’s Church, Манчестер (запись пианино)

Был ремастирован и переиздан для коллекционного издания The River Flows: Anthology Vol. 1 в 2002 году. В 2003 году выпущен отдельно на лейбле Open Sky Records.

## Список композиций
1. Prayer on the Mountain — 2:53
2. Treasure — 4:26
3. Brendan’s Voyage (Navigato) — 4:13
4. Edge of the World — 4:47
5. Today — 3:14
6. View of the Islands — 2:30
7. Bird of Heaven — 9:11
8. Murlough Bay — 4:11
9. Burning Like Fire — 4:57
10. Adrift — 3:48
11. Beachy Head — 5:46
12. Machrie Moor (Fiona Davidson) — 4:34
13. Healing (Davidson) — 4:47
14. Brendan’s Return — 4:16
15. Beyond These Shores — 4:53

## Участники записи
Группа
- Джоанна Хогг (Joanne Hogg[англ.]) — вокал, клавишные, акустическая гитара
- Дэйв Бэйнбридж (Dave Bainbridge[англ.]) — гитара, клавишные, пианино
- Тэрл Брайант (Terl Bryant[англ.]) — барабаны, перкуссия
- Ник Бэггс (Nick Beggs) — стик, бас-гитара, Ashbory Bass
- Майк Хотон (Mike Haughton) — саксофон, флейта, вистл, блокфлейта, вокал

Гости
- Роберт Фрипп — гитары, фриппертроника
- Фрэнк Ван Эссен (Frank Van Essen) — скрипка на «Machrie Moor»
- Трой Донокли (Troy Donockley) — ирландская волынка, флейты, EBow
- Питер Витфилд (Peter Whitfield[англ.]) — скрипка, альт
- Фиона Дэвидсон (Fiona Davidson) — кельтская арфа
- Дебби Бэйнбридж (Debbie Bainbridge, жена Дэйва) — гобой
- Струнный ансамбль:
  - Франсис Каммингс — скрипка
  - Манселл Морган — скрипка
  - Ричард Вильямсон — альт
  - Анна Фрейзер — виолончель
  - Кристофер Хойл — виолончель
  - Ребекка Уитан — виолончель

## Некоторые издания альбома
- 1993, Великобритания, What Records WHAR 1300, 1993, LP
- 1993, Великобритания, What Records WHAD 1300, 1993, CD
- 1993, Великобритания, What Records WHAC 1300, 1993, аудиокассета
- 1993, США, Forefront Records FFD-3014, 1993, CD
- 2003, Великобритания, Open Sky Records OPENVP3CD, 3 ноября 2003, CD